# Zama (film)
Zama is een Argentijnse film uit 2017, geregisseerd door Lucrecia Martel. De film is gebaseerd op het gelijknamige boek van de Argentijnse schrijver Antonio di Benedetto.

## Verhaal
Zama, een officier van de Spaanse Kroon woont in het afgelegen Gran Chaco, ver weg van de beschaafde wereld, en ver van zijn vrouw en kinderen. Hij wacht op een brief van de koning die hem de kans geeft overgeplaatst te worden naar een betere locatie. Hij moet ervoor zorgen dat niets zijn overplaatsing verhindert. Wanhopig als hij is, aanvaardt hij elke taak van zijn bevelhebbers.

## Rolverdeling
| Acteur               | Personage        |
| -------------------- | ---------------- |
| Daniel Giménez Cacho | Zama             |
| Lola Dueñas          | Luciana          |
| Matheus Nachtergaele | Vicuña Porto     |
| Juan Minujín         | Ventura Prieto   |
| Nahuel Cano          | Fernández        |
| Mariana Nunes        | Malemba          |
| Carlos Defeo         | El Oriental      |
| Rafael Spregelburd   | Capitán Parrilla |

## Ontvangst

### Recensies
Op Rotten Tomatoes geeft 96% van de 108 recensenten de film een positieve recensie, met een gemiddelde score van 8,16/10. De film heeft het label "Certified fresh" (gegarandeerd vers). Website Metacritic komt tot een score van 89/100, gebaseerd op 26 recensies, wat staat voor "universal acclaim" (universele toejuiching). De film heeft het label "Must-See".
De Volkskrant gaf een positieve recensie en schreef: "Zama is een film waaraan je je rustig  moet overgeven. De beloning is rijk [...]. Het laatste half uur van Zama is van een zelden vertoonde schoonheid; een verbluffend tropisch visioen." NRC gaf de film drie uit vijf sterren en schreef: "De prominente Argentijnse regisseur Lucrecia Martel levert met ‘Zama’ een complexe film af over de koloniale blik op de ‘Ander’. Veel verhaal biedt ze niet."

### Prijzen en nominaties
De film won 40 prijzen en werd voor 46 andere genomineerd. Een selectie:
| Jaar | Evenement                      | Categorie               | Genomineerde                       | Resultaat   |
| ---- | ------------------------------ | ----------------------- | ---------------------------------- | ----------- |
| 2018 | Cóndor de Plata (66ste editie) | Beste film              | Zama                               | Gewonnen    |
| 2018 | Cóndor de Plata (66ste editie) | Beste regisseur         | Lucrecia Martel                    | Gewonnen    |
| 2018 | Cóndor de Plata (66ste editie) | Beste acteur            | Daniel Giménez Cacho               | Genomineerd |
| 2018 | Cóndor de Plata (66ste editie) | Beste mannelijke bijrol | Juan Minujín                       | Genomineerd |
| 2018 | Cóndor de Plata (66ste editie) | Beste debuterend acteur | Nahuel Cano                        | Genomineerd |
| 2018 | Cóndor de Plata (66ste editie) | Beste bewerkt scenario  | Lucrecia Martel                    | Gewonnen    |
| 2018 | Cóndor de Plata (66ste editie) | Beste camerawerk        | Rui Poças                          | Gewonnen    |
| 2018 | Cóndor de Plata (66ste editie) | Beste montage           | Miguel Schverdfinger, Karen Harley | Genomineerd |
| 2018 | Cóndor de Plata (66ste editie) | Beste artdirector       | Renata Pinheiro                    | Gewonnen    |
| 2018 | Cóndor de Plata (66ste editie) | Beste kostuums          | Julio Suárez                       | Gewonnen    |
| 2018 | Cóndor de Plata (66ste editie) | Beste make-up           | Marisa Amenta, Alberto Moccia      | Gewonnen    |
| 2018 | Cóndor de Plata (66ste editie) | Beste geluid            | Emmanuel Croset, Guido Berenblum   | Gewonnen    |
| 2018 | Premio Sur (12de editie)       | Beste film              | Zama                               | Gewonnen    |
| 2018 | Premio Sur (12de editie)       | Beste regisseur         | Lucrecia Martel                    | Gewonnen    |
| 2018 | Premio Sur (12de editie)       | Beste acteur            | Daniel Giménez Cacho               | Gewonnen    |
| 2018 | Premio Sur (12de editie)       | Beste mannelijke bijrol | Juan Minujín                       | Genomineerd |
| 2018 | Premio Sur (12de editie)       | Beste bewerkt scenario  | Lucrecia Martel                    | Gewonnen    |
| 2018 | Premio Sur (12de editie)       | Beste camerawerk        | Rui Poças                          | Gewonnen    |
| 2018 | Premio Sur (12de editie)       | Beste montage           | Karen Harley, Miguel Schverdfinger | Gewonnen    |
| 2018 | Premio Sur (12de editie)       | Beste artdirector       | Renata Pinheiro                    | Gewonnen    |
| 2018 | Premio Sur (12de editie)       | Beste kostuums          | Julio Suárez                       | Gewonnen    |
| 2018 | Premio Sur (12de editie)       | Beste make-up           | Marisa Amenta, Alberto Moccia      | Gewonnen    |
| 2018 | Premio Sur (12de editie)       | Beste geluid            | Guido Berenblum                    | Gewonnen    |